# Eric Dane
Eric T. Melvin, ismertebb nevén Eric Dane (San Francisco, Kalifornia, 1972. november 9. –) amerikai színész.
Az 1990-es évektől főként televíziós sorozatokban tűnt fel, emlékezetesebb alakítása Jason Dean volt a Bűbájos boszorkák című fantasy-drámasorozatban (2003–2004). A Grace klinika című kórházi drámasorozattal lett világhírű, Dr. Mark Sloan szerepében, akit 2006 és 2012 között alakított. 2014-től 2018-ig Az utolsó remény című sorozat főszereplője volt. 2019-től a HBO Eufória című sorozatának egyik főszereplője.
Filmjei közé tartozik a Marley meg én (2008), a Valentin nap (2010) és a Díva (2010).

## Élete és pályafutása
A középiskolai évei alatt megtetszett neki a színjátszás. Los Angelesbe költözött, ahol eleinte kisebb epizódszerepekben tűnt fel. 2000-ben kapta meg első főszerepét a Gideon's Crossing című sorozatban, és visszatérő szerepet játszott a Bűbájos boszorkák (2003–2004) című sorozatban is. Ezután szerepelt két életrajzi tévéfilmben, majd feltűnt mozifilmekben is. 
2006-tól 2012-ig főszereplője volt A Grace klinika című nagysikerű kórházi drámasorozatnak.

## Magánélete
2004-ben feleségül vette Rebecca Gayheart színésznőt, akitől 2018 szeptemberében elvált.
2025 áprilisában jelentette be, hogy amiotrófiás laterálszklerózist (ALS) diagnosztizáltak nála.

## Filmográfia

### Film
| Év   | Magyar cím                     | Eredeti cím           | Szerep                          | Magyar hang          |
| ---- | ------------------------------ | --------------------- | ------------------------------- | -------------------- |
| 1999 | Karácsonyi ajándékkosár        | The Basket            | Tom Emery                       |                      |
| 2003 | Tökös srác                     | Sol Goode             | drámázó színész                 |                      |
| 2005 | A dög                          | Feast                 | hős                             |                      |
| 2006 | X-Men: Az ellenállás vége      | X-Men: The Last Stand | Jamie Madrox / Többszörös Ember | Magyar Bálint        |
| 2006 | Nyílt tengeren 2. – Elsodródva | Open Water 2: Adrift  | Dan                             | Fekete Ernő          |
| 2008 | Marley meg én                  | Marley & Me           | Sebastian Tunney                | Posta Victor         |
| 2010 | Valentin nap                   | Valentine's Day       | Sean Jackson                    | Szabó Sipos Barnabás |
| 2010 | Díva                           | Burlesque             | Marcus Gerber                   | Dolmány Attila       |
| 2017 |                                | Grey Lady             | Doyle                           |                      |
| 2021 |                                | The Ravine            | Mitch Bianci                    |                      |
| 2022 | Megváltó szerelem              | Redeeming Love        | Duke                            |                      |
| 2022 | Amerikai mészárlás             | American Carnage      | Eddie                           | Posta Victor         |
| 2023 |                                | Little Dixie          | Richard Jeffs kormányzó         |                      |
| 2023 |                                | Americana             | Dillon MacIntosh                |                      |
| 2023 | Veszélyes vizek                | Dangerous Waters      | Derek Stipes                    | Bognár Tamás         |
| 2024 | Bad Boys – Mindent vagy többet | Bad Boys: Ride or Die | James McGrath                   | Szabó Sipos Barnabás |
| 2024 | Sebességmámor                  | One Fast Move         | Dean Miller                     | Dózsa Zoltán         |

### Televízió
| Év        | Magyar cím               | Eredeti cím                                          | Szerep                     | Megjegyzések                                 |
| --------- | ------------------------ | ---------------------------------------------------- | -------------------------- | -------------------------------------------- |
| 1991      |                          | Saved by the Bell                                    | Tad Pogue                  | 1 epizód                                     |
| 1992      | Renegade – A fejvadász   | Renegade                                             | Jimmy                      | 1 epizód                                     |
| 1993      |                          | The Wonder Years                                     | Brett                      | 1 epizód                                     |
| 1995      | Egy rém rendes család    | Married... with Children                             | Oliver Cole                | 1 epizód                                     |
| 1995      | Ha hallgattál volna      | Serving in Silence: The Margarethe Cammermeyer Story | Matt                       | tévéfilm                                     |
| 1996      | Az őrület vonzalmában    | Seduced by Madness: The Diane Borchardt Story        | Nick                       | tévéfilm                                     |
| 1996      | Drága testek             | Silk Stalkings                                       | Justin Whalen              | 1 epizód                                     |
| 1996      | Roseanne                 | Roseanne                                             | Bellhop                    | 1 epizód                                     |
| 2000      |                          | Zoe, Duncan, Jack & Jane                             | Alec                       | 1 epizód                                     |
| 2001      |                          | Gideon's Crossing                                    | Dr. Wyatt Cooper           | 4 epizód                                     |
| 2001      |                          | Ball & Chain                                         | Jack                       | tévéfilm                                     |
| 2002      |                          | The American Embassy                                 | Rob Goodwin                | 3 epizód                                     |
| 2003–2004 | Bűbájos boszorkák        | Charmed                                              | Jason Dean                 | 9 epizód                                     |
| 2004      | Las Vegas                | Las Vegas                                            | Leo Broder                 | 2 epizód                                     |
| 2004      | A pokol csúszdája        | Helter Skelter                                       | Charles "Tex" Watson       | tévéfilm                                     |
| 2005      | Painkiller Jane          | Painkiller Jane                                      | Nick Pierce                | - tévéfilm - magyar hangja: - Moser Károly   |
| 2006      | Van, aki melegen szereti | Wedding Wars                                         | Ben Grandy                 | - tévéfilm - magyar hangja: - Schmied Zoltán |
| 2006–2012 | A Grace klinika          | Grey's Anatomy                                       | Dr. Mark Sloan             | 138 epizód                                   |
| 2009–2010 | Doktor Addison           | Private Practice                                     | Dr. Mark Sloan             | vendégszereplő (2 epizód)                    |
| 2014–2018 | Az utolsó remény         | The Last Ship                                        | Tom Chandler               | főszereplő (56 epizód)                       |
| 2015      | Az irányítók             | The Fixer                                            | Carter                     | minisorozat (4 epizód)                       |
| 2018      | Family Guy               | Family Guy                                           | önmaga (hangja)            | 1 epizód                                     |
| 2019–     | Eufória                  | Euphoria                                             | Cal Jacobs                 | főszereplő                                   |
| 2020      |                          | Wireless                                             | T.C. Kirschner rendőrtiszt | 1 epizód                                     |